# Kleine Fluchten
Kleine Fluchten ist ein Schweizer Film von Yves Yersin. Der Film wurde vom Filmkollektiv Zürich produziert. Mit 424'505 Kinobesuchen in der Schweiz gehört er dort zu den erfolgreichsten Schweizer Filmen.

## Handlung
Pipe, der Knecht, kauft sich mit seinen ersten paar Altersrenten ein Mofa, lernt fahren und verlernt die Arbeitsdisziplin. Immer weiter führen ihn seine kleinen Fluchten, zuletzt an ein Motocross-Rennen, wo er sich in einem einzigen glücklichen, aber einsamen Taumel verliert. Wegen Fahrens in angetrunkenem Zustand darf er sein Mofa nicht mehr benutzen. Er zerstört es, holt aber einen Siegerpreis vom Motocross hervor: eine Sofortbildkamera. Mit ihr «erfährt» er nun seinen innersten Lebenskreis: den mürrischen Bauern John, seine kranke Frau, den ungeduldigen Sohn Alain und dessen ergebene Verlobte, die Tochter Josiane mit ihrem Kind und den italienischen Saisonier Luigi. Einen Traum gestattet sich Pipe: einen Helikopterflug um das Matterhorn. Vorzeitig bricht er ihn ab, um seine «ethnografische» und soziale Arbeit auf dem Hof weiterzuführen. Da passieren jetzt, direkt oder indirekt ausgelöst durch Pipe, Dinge, die schon lange in der Luft lagen: John legt die Verantwortung in die Hände des Sohnes, Luigi muss gehen und Josiane zieht wieder in die Stadt.

## Kritiken
„Origineller Debütfilm aus der Schweiz, der in bedächtiger, zugleich aber poesievoller und heiterer Art einen Prozeß der Selbstbefreiung schildert.“

## Auszeichnungen
- 1979: Bronzener Leopard am Locarno Festival für Michel Robin.
- 1979: Preis der Ökumenischen Jury für Yves Yersin.
- 1981: Gilde-Filmpreis in Silber der Gilde Deutscher Filmkunsttheater.